# 児玉右二

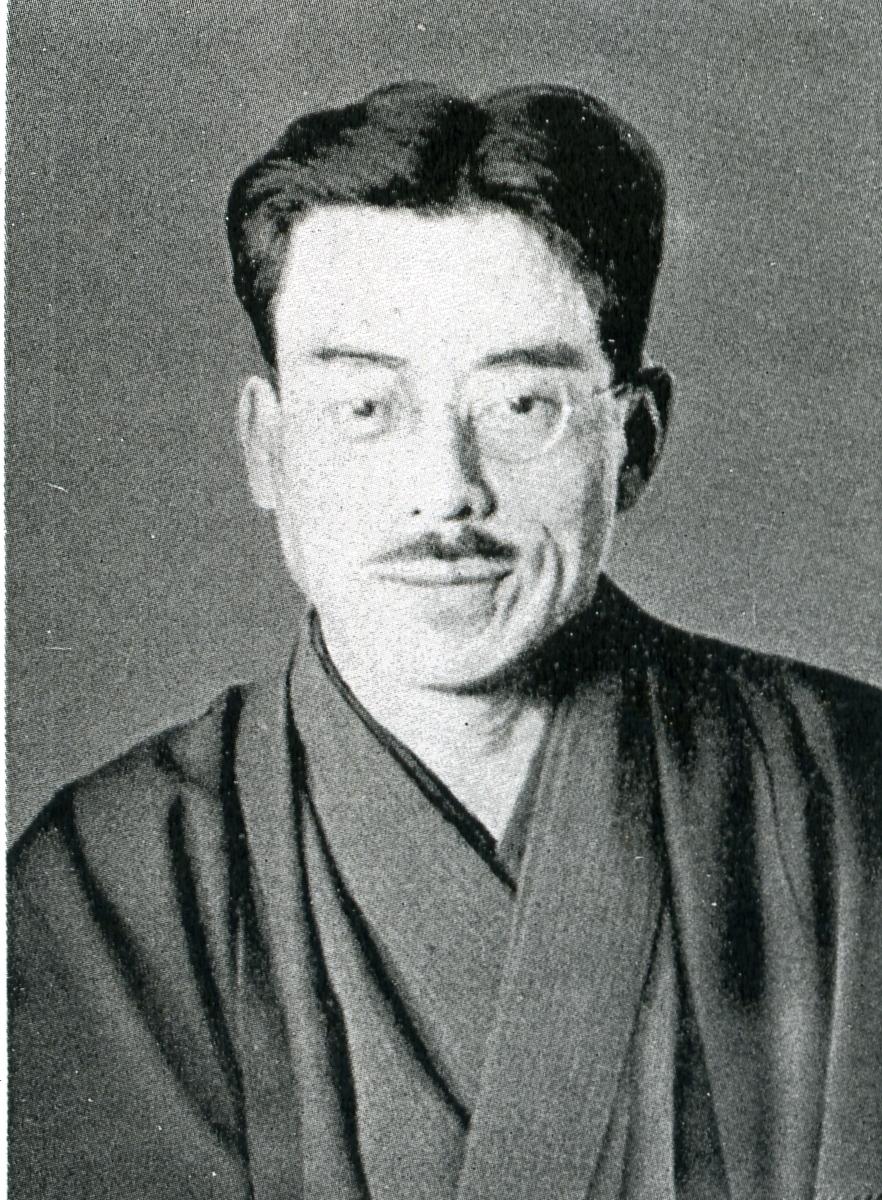
児玉 右二

児玉 右二（こだま ゆうじ、1873年（明治6年）9月10日 - 1940年（昭和15年）1月23日）は、日本の衆議院議員（立憲政友会→昭和会）、ジャーナリスト。号は篁南。

## 経歴
山口県美祢郡綾木村（現在の美祢市）出身。東京帝国大学法科大学を卒業後、サミュエル・サミュエル商会に入社。やがて新聞記者を志し、東京朝日新聞記者となり、さらに議会春秋、新聞の新聞などで主筆を務めた。その後、二六新報社長を経て、大陸通信と哈爾浜日日新聞社の社長を務めた。
1917年（大正6年）、第13回衆議院議員総選挙に群馬選挙区から出馬し、当選。秋田清・小川郷太郎らと院内会派「新政会」を結成したが、普通選挙論者であった児玉は他と意見が合わず、脱会した。
1924年（大正13年）、第15回衆議院議員総選挙に山口選挙区から立憲政友会候補として出馬し、当選。当選回数は6回を数えた。